# Новоичинское
Новоичинское — село в Куйбышевском районе Новосибирской области. Административный центр Новоичинского сельсовета.

## География
Площадь села — 70 гектаров.

## История
В 1976 году указом Президиума Верховного Совета РСФСР посёлку фермы № 1 совхоза «Ичинский» присвоено наименование село Новоичинское.

## Население
| 2002 | 2007 | 2010 |
| ---- | ---- | ---- |
| 444  | ↗497 | ↘399 |

## Инфраструктура
В селе по данным на 2007 год функционируют 1 учреждение здравоохранения и 1 учреждение образования.